# Odontosoria gracilis
Odontosoria gracilis là một loài dương xỉ trong họ Lindsaeaceae. Loài này được Ralf Knapp mô tả khoa học đầu tiên năm 2011.